# Île Damas (Costa Rica)
L'Île Damas est une île fluviale du Costa Rica située sur la côte centrale de la province de Puntarenas, au nord-ouest de la ville de Quépos et du parc national Manuel Antonio.

## Géographie
La limite sud-est de l'île est définie par l'embouchure de la rivière Paquita, tandis qu'au nord l'estuaire de la rivière Damas la sépare partiellement du littoral côtier.

## Faune et flore
L'île est remplie de mangroves.
La faune de l'île comprend des singes à face blanche, des paresseux, des iguanes verts, des crocodiles, des alligators, des boas, des ratons crabiers et du fourmilier soyeux, ainsi que des crabes et de nombreuses espèces d'oiseaux.

## Tourisme
Les excursions en kayak et en bateau à travers les estuaires de l'île sont populaires auprès des touristes qui séjournent à Quepos, dans le parc national Manuel Antonio et occasionnellement dans la région de Jacó .

## Galerie

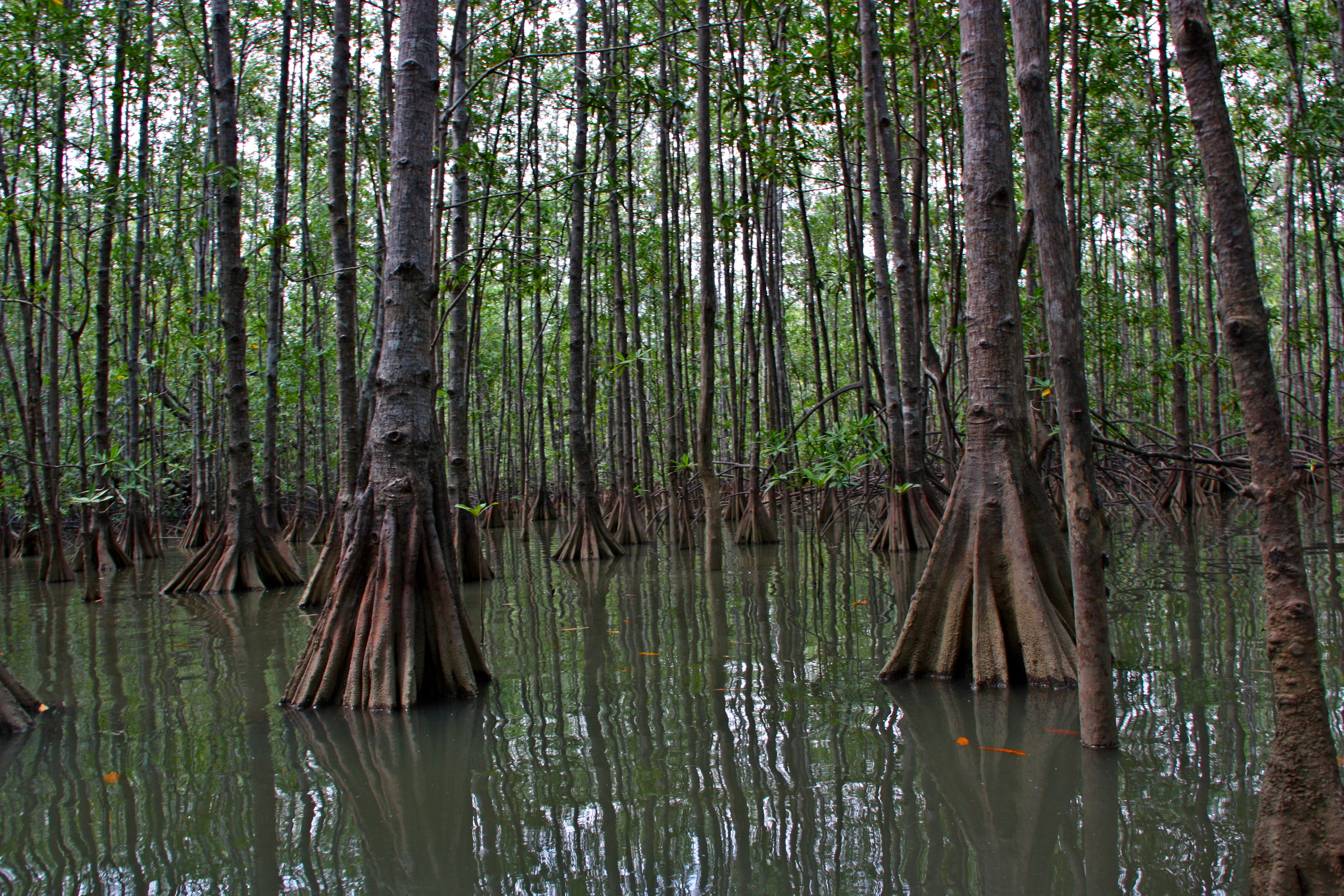
Mangrove
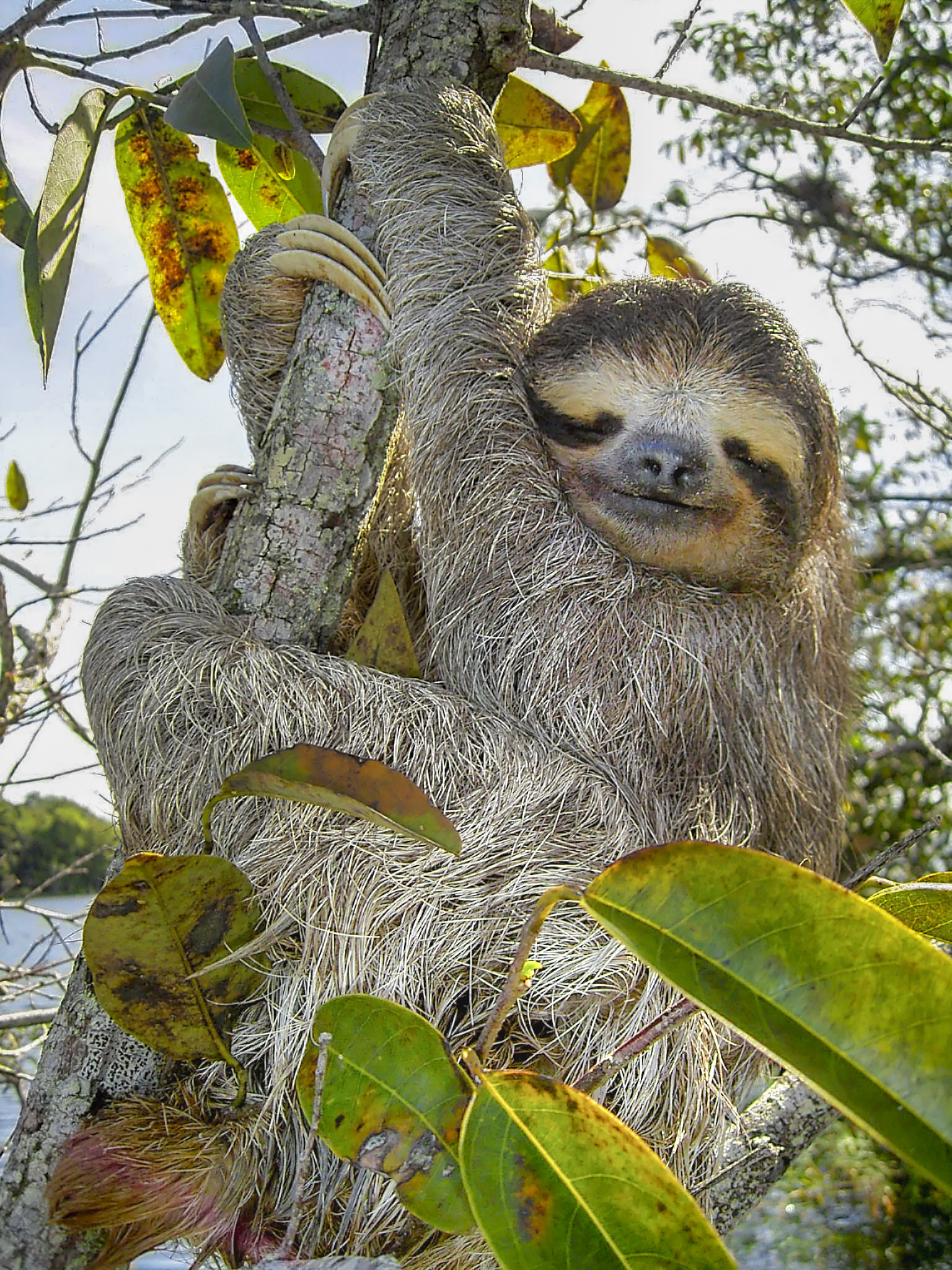
Aï (paresseux)
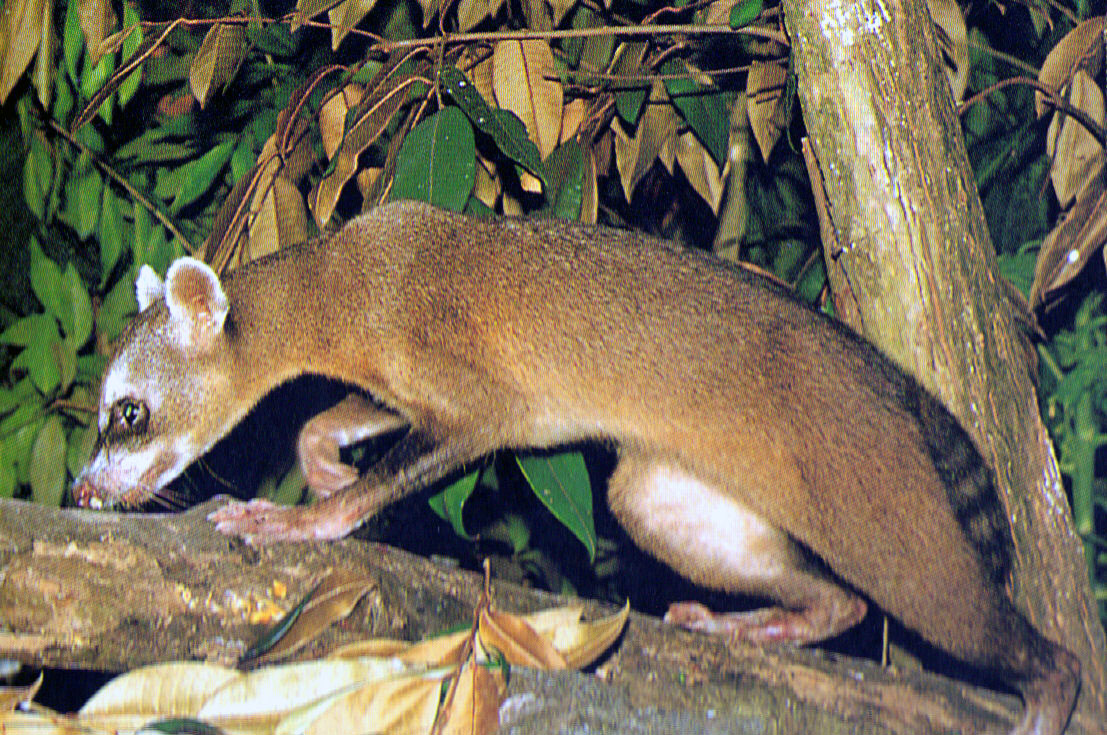
Raton crabier